# Eparchia Passaic
Eparchia Passaic – eparchia Kościoła katolickiego obrządku bizantyjsko-rusińskiego w USA. Istnieje od 1963. Obecnym ordynariuszem jest (od 29 października 2013) biskup Kurt Burnette.

## Biskupi diecezjalni
- Stephen John Kocisko (1963–1967)
- Michael Joseph Dudick (1968–1995)
- Andrew Pataki(inne języki) (1995–2007)
- William Skurla (2007–2012)
- Kurt Burnette, od 2013